# Brecon Beacons National Park
Brecon Beacons National Park (Walisisk: Parc Cenedlaethol Bannau Brycheiniog) er en park i Storbritannien. Den ligger , 230 km vest for hovedstaden London. Brecon Beacons National Park ligger 486 meter over havet.
Den er en af tre nationalparker i Wales, og er centreret om bjergkæden Brecon Beacons i den sydlige del af Wales. Den omfatter Black Mountain (Walisisk:Y Mynydd Du) mod vest, Fforest Fawr (Great Forest) og Brecon Beacons i midten og Black Mountains (Y Mynyddoedd Duon) mod øst.

## Beskrivelse
Brecon Beacons National Park blev etableret i 1957, som den tredje walisiske nationalpark efter Snowdonia i 1951 og Pembrokeshire Coast i 1952. Den strækker sig fra Llandeilo i vest til Hay-on-Wye i nordvest og Pontypool i sydvest, og omfatter et areal på 1.340 km². Den vestlige halvdel opnåede i 2005 europæisk og global status som geopark under navnet Fforest Fawr. Denne omfatter Black Mountain, den historiske udstrækning af Fforest Fawr, og meget af Brecon Beacons og det omkringliggende lavland.
Hele Nationalparken har siden februar 2013 haft status som International Dark Sky Reserve.
Det meste af nationalparken består af nøgne græsklædte moser, der afgræsses af Walisiske bjergponyer og Walisiske bjergfår, og spredte skovbrug i dalene. Området er kendt for sine fjerntliggende reservoirer, vandfald, blandt andre det 27 meter høje Henrhyd Waterfall og vandfaldene ved Ystradfellte, samt dets grotter f.eks. Ogof Ffynnon Ddu.
Besøgscenteret Brecon Beacons Mountain Centre åbnede i 1966.
Aktiviteter i onrådet er vandring, cykling, mountain bike, ridning, og sejlads, windsurfing, kanofart og lystfiskeri, bjergklatring, hanggliding, camping og udforskning af grotter. Langdistance-cykelruten Taff Trail, går gennem Beacons på ruten fra Brecon til Cardiff, og i 2005 åbnede den første vandrerute i hele parkens længde. Den 161 kilometer lange rute kaldes the Beacons Way, og går fra foden af Ysgyryd Fawr øst for Abergavenny og ender i landsbyen Bethlehem i Carmarthenshire.
I 2006 og 2007 var der kontroverser omkring regeringens beslutning om at bygge South Wales Gas Pipeline gennem parken.

## Eksterne kilder og henvisninger
1. ↑  Brecon Beacons Arkiveret 21. december 2015 hos  Wayback Machine at the International Dark-Sky Association

- Wikimedia Commons har flere filer relateret til Brecon Beacons National Park

- Nationalparkens websted

51°53′N 3°26′V / 51.883°N 3.433°V